# Bernard Buffet
Pour les articles homonymes, voir Buffet.
Bernard Buffet, né le 10 juillet 1928 à Paris 9e et mort le 4 octobre 1999 à Tourtour (Var), est un peintre et graveur français expressionniste, composant aussi bien des personnages que des figures, animaux, nus, paysages, intérieurs, natures mortes, fleurs.
Aquarelliste, c'est également un peintre de décors et un illustrateur.

## Biographie

### Famille et enfance
Bernard Buffet naît le 10 juillet 1928  à la clinique Marie-Louise située au 3, cité Malesherbes dans le 9e arrondissement de Paris.
Fils de Charles Buffet, directeur de l'entreprise de miroiterie Guenne, et de Blanche, née Colombe, son épouse, il est issu d'un milieu cultivé de la petite bourgeoisie, allant à rebours de la légende selon laquelle il vivait dans une extrême pauvreté. Ses deux grands-pères sont militaires. L'un d'eux est passionné de dessin.
Il est élevé avec son frère Claude, de cinq ans son aîné, dans le Quartier des Batignolles du 17e arrondissement de Paris au no 29 de la rue des Batignolles où il commence à peindre et dessiner dès l'âge de dix ans. Renvoyé du lycée Carnot en 1939, il suit en 1942 les cours du soir de la ville de Paris au 6 bis place des Vosges, où M. Darfeuille l'initie au dessin.

### Formation et débuts
En décembre 1943, à l'âge de quinze ans, Bernard Buffet passe avec succès le concours à l'entrée de l'École des beaux-arts de Paris et y intègre l'atelier du peintre Eugène Narbonne. Il s'y lie avec ses camarades Maurice Boitel et Louis Vuillermoz.
Son style se dévoile et s’affirme avec son premier tableau La Déposition de croix qu’il peint dans l’atelier qu’il partage avec le peintre Robert Mantienne, à Massy-Palaiseau.
En 1945, il part travailler seul dans la chambre de bonne de l’appartement familial. En vacances à Saint-Cast-le-Guildo (Bretagne), il peint des tableaux de plage. À l'été 1945, sa mère éprouve des maux de tête et meurt deux mois plus tard d'une tumeur au cerveau. Bernard Buffet, comme elle de tendance depressive, ne s'en remettra jamais.
En 1946, il débute au « Salon des moins de trente ans » à la Galerie des beaux-arts avec un autoportrait. L'année suivante il expose L'Homme accoudé au Salon des indépendants.
En décembre de cette année le critique d'art Guy Weelen et Michel Brient organisent sa première exposition particulière, présentée par Pierre Descargues, à la Librairie des impressions d'art. L'État, par l'intermédiaire de Raymond Cogniat, lui fait son premier achat pour le Musée national d'art moderne de Paris, la peinture Nature morte au poulet.
Malgré son succès, Bernard Buffet, mondain, flirte avec l'alcool et les amphétamines.
En avril 1948, Le Buveur présenté au prix de la jeune peinture organisé par la galerie Drouant-David, 52, rue du Faubourg-Saint-Honoré n'est pas primé, mais le collectionneur d'art contemporain Maurice Girardin qui se rendra acquéreur de dix-sept œuvres de Buffet dans les années 1948 à 1953, défend sa peinture avec une si grande virulence qu'il attire l'attention du marchand d'art Emmanuel David sur le jeune peintre,,.
Quelques jours plus tard, Emmanuel David se rend chez Bernard Buffet, 29, rue des Batignolles et lui propose un contrat d'exclusivité avec sa galerie. David partagera ce contrat avec Maurice Garnier en 1957.

### Succès
En juin 1948, Buffet concourt avec Deux hommes dans une chambre pour le prix de la critique (première édition), récemment fondé par Augustin Rumeau et son épouse, propriétaires de la galerie Saint-Placide. Il en sort lauréat ex-aequo avec Bernard Lorjou, de vingt ans son aîné. Le succès est immense.
En juillet, une exposition de ses œuvres aura lieu dans cette Galerie. Il expose La Ravaudeuse de filet au Salon d'automne, où il fait la connaissance d'André Minaux. Avec ce dernier, Jean Couty et Simone Dat, il rejoint Bernard Lorjou, Yvonne Mottet, Gaston Sébire, Paul Rebeyrolle et Michel Thompson au sein du groupe de L'homme témoin.
En 1949 Pierre Descargues publie Bernard Buffet aux Presses littéraires de France. Un amateur d'art met un pavillon à Garches à sa disposition. Comme loyer, Bernard Buffet lui donne un tableau par trimestre.
La même année, Bernard Buffet épouse Agnès Nanquette (1923-1976), une camarade des Beaux-Arts, dont il divorce l'année suivante. Car en 1950, Bernard Buffet rencontre l'homme d'affaires et mécène français, Pierre Bergé (1930-2017), « dans un café de la rue de la Seine, aujourd'hui disparu [sic], chez Constant,. » Pierre Bergé devient son compagnon et gère sa carrière jusqu'à leur rupture en 1958.
En 1952, la Ville de Paris lui décerne le prix Antral doté de cent mille francs et on peut lire en 1953 dans Le Premier bilan de l'art actuel que « Buffet est sans doute le plus connu des jeunes peintre français », ce que va confirmer Bernard Dorival : « ce n'était que la stricte vérité : jamais artistes n'avaient bénéficié d'une montée en flèche plus vertigineuse ».

### Rétrospective à la galerie Charpentier

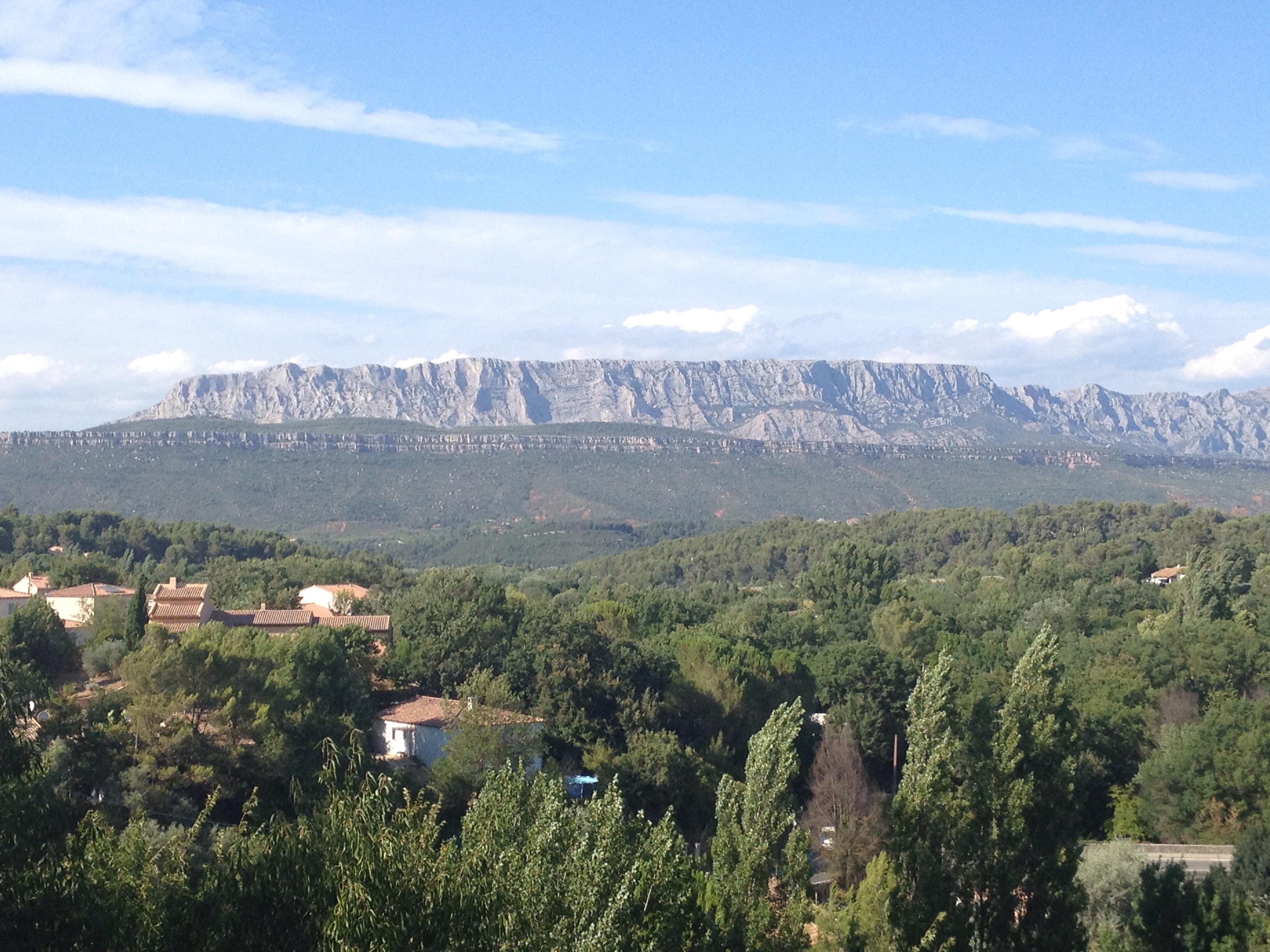
La montagne Sainte-Victoire vue depuis Fuveau, lieu de résidence de Bernard Buffet de 1956 à 1964.

En 1955, il obtient la première place au référendum organisé par la revue Connaissance des arts désignant les dix meilleurs peintres de l'après-guerre. Il peint les maquettes des décors et des costumes pour La Chambre argument de Georges Simenon (1903-1989) qui devient son ami.
Il achète la propriété de Manimes à Domont, près de Paris, mais la quittera l'année suivante.
En 1956, il fait l'acquisition du domaine « Château-l'Arc » à Fuveau près d'Aix-en-Provence, qui sera sa résidence principale jusqu’en 1964. La propriété comprend outre l'imposante habitation principale flanquée de tours d'angle, « intermédiaire entre le manoir et la bastide », datant de la première moitié du XVIIe siècle, une chapelle (XVIIe siècle), des communs et un vaste parc avec des pièces d'eau d'où la vue s'étend jusqu'à la montagne Sainte-Victoire.
En 1958 a lieu la première rétrospective de son œuvre à la Galerie Charpentier à Paris. Pierre Bergé publie “Bernard Buffet”.

### Bernard Buffet, Pierre Bergé et Annabel Schwob
En mai 1958, le photographe Luc Fournol lui présente la comedienne et chanteuse Annabel Schwob (1928-2005) à Saint-Tropez. C'est le coup de foudre. Commence alors une liaison amoureuse entre Annabel Schwob et Bernard Buffet, qui vient juste de se séparer de Pierre Bergé. Le 12 décembre 1958, Bernard Buffet épouse Annabel Schwob à Ramatuelle. Il a pour témoin son ami, le peintre Jean-Pierre Capron (1921-1997). Le couple adopte trois enfants: Virginie (1962-2012), Danielle (* 1963) et Nicolas (* 1973).
Bernard Buffet peint inlassablement, obsessionnellement, Annabel Schwob ; en 1961, l'une de ses expositions s'intitule « Trente fois Annabel Schwob ». À partir de 1959, Annabel commence a publier des livres avec succès.

### Années 1960

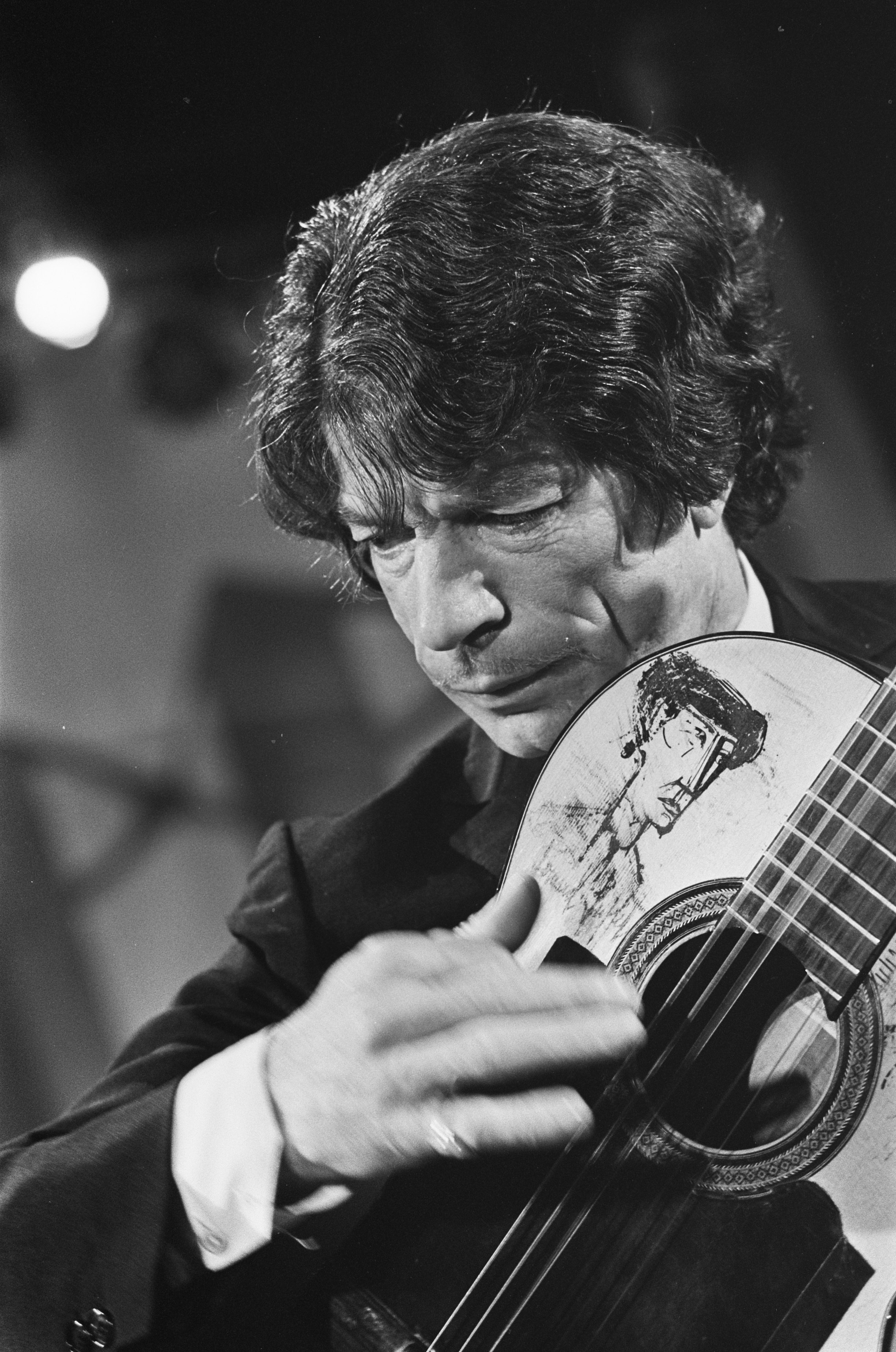
Le guitariste gitan Manitas de Plata, en 1968, jouant sur une guitare ornée par Bernard Buffet.

En 1961, il peint un ensemble de tableaux représentant la vie du Christ destinés à décorer la chapelle du château l'Arc, sur la commune de Fuveau, au Sud-Est d'Aix-en-Provence. Dix ans plus tard, à la demande de monseigneur Pasquale Macchi, secrétaire du pape Paul VI, Bernard Buffet offrira ces tableaux au musée du Vatican où ils sont exposés dans une salle particulière.

En 1964, Maurice Druon (1919-2009) lui consacre une biographie intitulée Bernard Buffet, publiée chez Hachette. Buffet en écrit lui-même la préface, les images sont de Luc Fournol et les légendes de son épouse. Admirateur prémonitoire, il écrit du peintre: 

« À y bien regarder, Buffet est un classique, presque un académique, le seul académique important de notre époque, qui a poursuivi d’un pas personnel la route tracée par Monsieur Ingres et par Monsieur Courbet. »

La même année, Bernard Buffet achète en Bretagne la villa « La Vallée » à Saint-Cast-le-Guildo où il travaillera jusqu'en 1970.

### Années 1970-1980
Élu à l’Académie des beaux-arts le 13 mars 1974 au fauteuil de Paul Jouve, Bernard Buffet devient le plus jeune académicien jamais élu jusque là. Le discours de réception est prononcé par Yves Brayer : « Vous n'êtes pas de ceux qui travaillent longuement d'après modèle, qui vont "sur nature". Un coup d'œil vous suffit et vous préférez recréer votre réalité dans votre atelier. Vous êtes visionnaire d'un monde engourdi de solitude ». Cependant, lui qui a si vite connu le succès auprès du public, n'est pas aimé par l’élite de son époque. La noirceur de son trait et ses séries à répétition ont séduit les amateurs, mais déplaisent aux intellectuels. La reconnaissance de ses pairs de l’Académie des beaux-arts lui apportera enfin celle de l’intelligentsia française.
En 1986, Annabel publie D’amour et d’eau fraîche ; la même année sort le livre de Yann Le Pichon Bernard Buffet en deux tomes qui obtient le prix Élie-Faure. En 1989, Alin Avila publie Bernard Buffet.

### Années 1990: fin de vie
Vers la fin de sa vie, il estompe peu à peu les couleurs dans ses œuvres, il revient à la noirceur de ses débuts. Le diagnostic tombe en 1998 : il est atteint de la maladie de Parkinson.
Sentant la maladie irrémédiablement progresser, Bernard Buffet, qui ne vivait que pour peindre, au moins 8 heures par jour, 7 jours sur 7, ne supporte pas la perspective du déclin. Il s'isole dans sa propriété, le Domaine de la Baume près de Tourtour dans le Var, avec son épouse. Il s'y enferme 6 mois dans son atelier et peint de manière compulsive une série de 25 tableaux sur le thème de la mort, des personnages entre écorchés vifs et squelettes en habits Renaissance, grandeur nature, nés d'un coup de pinceau que l'on sent sec, nerveux, peint dans l'urgence. Ce testament graphique terminé, il se met sur la tête un sac en plastique noir sur lequel il avait fait imprimer son nom avec la calligraphie si particulière de son écriture et s'asphyxie, le 4 octobre 1999,,.
Ses cendres sont dispersées dans le parc du musée Bernard-Buffet à Higashino-Hachibudaira, ville de Nagaizumi au Japon.

### Décorations
- 27 avril 1959 : Chevalier dans l'ordre des Arts et des Lettres[25].
- 23 décembre 1970 : Chevalier dans l'ordre national de la Légion d’honneur[26].
- 10 août 1973 : Officier dans l'ordre des Arts et des Lettres[27].
- 29 mars 1993 : Officier dans l'ordre national de la Légion d’honneur[28].

## Postérité
Pour Gérald Schurr, « les œuvres les plus recherchées sont et resteront toujours les toiles des années 1945-1955. Buffet, peintre de la difficulté d'être, reste comme le symbole de l'expressionnisme misérabiliste, et ce sont ses toiles de cette première période, ses natures mortes maigres et désolées, trahissant l'inquiétude de l'homme au lendemain de la Seconde Guerre mondiale, que retiendra la postérité ».
Le 20 juin 2007, Vladimir Veličković, qui lui a succédé à l'Académie des beaux-arts, prononce son éloge sous la Coupole : « Ce qui a tout de suite attiré mon attention, c'était le trait du dessin, cette manière d'user du crayon ou de la plume comme d'un bistouri. Il y avait là, avec une extrême économie de moyens, une efficacité graphique, mais aussi plastique et picturale tout à fait singulière, et cette efficacité m'apparaissait si grande, si évidente, qu'elle justifiait une expression généralement employée à la légère quand on parle de "l'exécution" d'une œuvre. Oui, Bernard Buffet exécutait littéralement ses œuvres ».
Le grand domaine provençal, comprenant un mas du XVIIIe siècle, des cascades et des rivières naturelles, est devenu un hôtel de luxe appartenant au groupe Sibuet. Après quelques difficultés juridiques, le groupe a revendu La Baume et le nouveau couple propriétaire entend ouvrir un hébergement de luxe.[réf. nécessaire]

## Œuvre
Bernard Buffet se réclamait de peintres tels que David, Géricault ou Courbet. Il a marqué a contrario un dédain, parfois mordant, pour la peinture abstraite et rejette l'impressionnisme. Seuls quelques peintres font exception comme Manet qu'il qualifiera comme ne faisant pas vraiment partie du mouvement impressionniste.

« Je n'ai rien contre la peinture abstraite, mais je me demande pourquoi ceux qui l'aiment tant ne la font pas eux-mêmes. Ce serait aussi bien et leur coûterait moins cher. »

— Bernard Buffet, cité par Michel Droit dans Les Feux du crépuscule.

## Expositions

### Salons et autres manifestations collectives
- 1946 : participation au Salon des moins de trente ans, Paris, Galerie des beaux-arts, avec un autoportrait.
- 1946 : participation au Salon d'automne, Paris, avec Nature morte[34].
- 1947 : participation au Salon des indépendants, Paris, avec L'Homme accoudé.
- 1947 : participation au Salon d'automne, Paris, avec Sans titre[34].
- 1948 : participation au Salon d'automne, Paris, avec La Ravaudeuse de filet[34].
- 1948 : La Jeune Peinture : Bernard Buffet, Bernard Lorjou, André Minaux, Galerie Saint-Placide, Paris[35].
- 1949 : participation au Salon d'automne, Paris, avec La Barricade[34].
- 1950 : participation au premier Salon des jeunes peintres, Galerie des Beaux-Arts de Paris[36].
- 1951 : participation au premier Salon des peintres témoins de leur temps, Paris[36].
- 1952 : participation à la Biennale de Venise.
- 1952 : Recent trends in realist painting, Institute of Contemporary Arts, Londres[35].
- 1954 : participation au premier Salon de la Jeune Peinture, Musée d'art moderne de la ville de Paris[36].
- 1956 : participation à la Biennale de Venise (une salle consacrée à Bernard Buffet au pavillon français)[35].
- Mars-mai 1957 : participation au Salon des peintres témoins de leur temps (thème : Le Sport ; toile exposée : Volley-Ball sur la plage)[37].
- 1959 : La Jeune Peinture française, New York Coliseum[35].
- Mars-mai 1961 : participation au Salon des peintres témoins de leur temps (thème : Richesses de la France ; toile exposée : la place de la Concorde)[38].
- 1961 : participation à la Biennale de Paris.
- 1967 : participation au Salon d'automne, Paris, avec Clown[34].
- 1969 : participation au Salon des peintres témoins de leur temps, Paris (affiche du salon par Bernard Buffet).
- 1969 : participation au Salon d'automne, Paris, avec Sans titre[34].
- 1971 : participation au Salon d'automne, Paris, avec Atelier, tête de cheval[34].
- 1978 : participation au Salon d'automne, Paris, avec Sans titre[34].
- 1979 : Atelier Fernand Mourlot - Les grand maîtres de la lithographie, Palais des expositions, La Baule.
- 1981 : participation au Salon d'automne, Paris, avec Sans titre[34].
- 1982 : participation au Salon d'automne, Paris, avec Nu au canapé rouge[34].
- 1983 : participation au Salon d'automne, Paris, avec Fragments de l'Ange de la guerre[34].
- 1984 : participation au Salon d'automne, Paris, avec Homme et femme nus[34].
- 1985 : participation au Salon d'automne, Paris, avec Sans titre[34].
- 1986 : participation au Salon d'automne, Paris, avec La prise des Tuileries[34].
- 1987 : participation au Salon d'automne, Paris, avec Les bateaux de Madame Blanche à Saint-Cast[34].
- 1988 : participation au Salon d'automne, Paris, avec La piscine de La Baume[34].
- Bernard Buffet et Jean Fusaro, Galerie Tamenaga, Paris.
- 1992 : De Bonnard à Baselitz - Dix ans d'enrichissements du cabinet des estampes, 1978-1988, Bibliothèque nationale de France, Paris[39].
- Octobre 2018 - avril 2019 : Bernard Buffet et Jean Couty - Parcours croisés, musée Jean-Couty, Lyon[40].

### Expositions particulières annuelles à Paris
Dès 1949, des expositions annuelles sont organisées chaque mois de février à la galerie Drouant-David, devenue galerie David et Garnier en 1957 puis galerie Maurice Garnier en 1968, au 6, avenue Matignon à Paris (8e arrondissement). À partir de 1952, ces expositions auront les thèmes suivants :
- 1952 - La Passion du Christ.
- 1953 - Paysages.
- 1954 - Intérieurs[42].
- 1955 - Horreur de la Guerre[43],[44].
- 1956 - Le Cirque[45].
- 1957 - Paysages de Paris.
- 1958 - Jeanne d'Arc[46],[44].
- 1959 - New York.
- 1960 - Les Oiseaux.
- 1961 - Portraits d'Annabel.
- 1962 - La Chapelle de Château l'Arc.
- 1963 - Venise.
- 1964 - Le Muséum de Bernard Buffet[47],[48].
- 1965 - Les Écorchés.
- 1966 - Femmes déshabillées.
- 1967 - La Corrida[49].
- 1968 - Les Plages.
- 1969 - Églises de France.
- 1970 - Châteaux de la Loire.
- 1971 - Les Folles.
- 1972 - Danièle et Virginie.
- 1973 - Les Bateaux.
- 1974 - Paysages.
- 1975 - Paysages.
- 1976 - Paysages de neige.
- 1977 - L'Enfer de Dante.
- 1978 - La Révolution française[50].
- 1979 - Les Fleurs.
- 1980 - Nus.
- 1981 - Le Japon[51].
- 1982 - Autoportraits.
- 1983 - Paysages.
- 1984 - Petits formats.
- 1985 - L'automobile[52].
- 1986 - Les Pays-Bas[53].
- 1987 - Vues de Venise.
- 1988 - Sumo et Kabuki.
- 1988 - Natures mortes.
- 1989 - Don Quichotte[54],[55].
- 1990 - Vingt-mille lieues sous les mers[56],[57].
- 1990 - La Bretagne.
- 1991 - Vues de New York.
- 1991 - Souvenirs d'Italie.
- 1992 - Les clowns musiciens.
- 1992 - Saint-Pétersbourg.
- 1993 - L'Empire ou les plaisirs de la guerre.
- 1993 - Promenade Provençale.
- 1994 - L'Odyssée.
- 1995 - Les sept péchés capitaux.
- 1996 - Pékin.
- 1997 - Régates.
- 1998 - La maison.
- 1999 - Mes singes[58].
- 2000 - La mort.

### Expositions en France et à l'étranger
Hormis les expositions annuelles parisiennes, de très nombreuses expositions particulières des œuvres de Bernard Buffet ont eu lieu en France et à l'étranger, notamment à New York, Chicago, Palm Beach (Floride), Montréal, Vancouver, Tokyo, Osaka, Johannesbourg, Londres, Amsterdam, Bruxelles, Berlin, Varsovie, Bâle, Zurich, Genève, Rome, Venise, Milan, Madrid.
- 1950 : Galerie Motte, Genève[44].
- 1950 : Galerie Kleemann, New York[44].
- 1950 : Galerie Bettie Thommen, Bâle[44].
- 1950 : Galerie Apollo, Bruxelles[44].
- 1950 : Galerie Tokanten, Copenhague[44].
- 1958 : Cent tableaux de 1944 à 1958 par Bernard Buffet, Galerie Charpentier, Paris[35].
- 1958 : Institut français de Berlin.
- 1959 : Bernard Buffet - Rétrospective, Casino de Knokke-le-Zoute.
- 1963 : Musée d’art moderne de Kyoto.
- 1963 : Musée national d'Art moderne de Tokyo.
- 1969 : Musée Unterlinden de Colmar.
- 1970 : Galerie Philippe Ducastel, Avignon.
- 1972 : Manoir du Mad, Bayonville.
- 1977 : Gemeentemuseum de Wieger de Deurne (Pays-Bas).
- 1978 : Musée postal de Paris[Note 3].
- 1981 : Hommage à Bernard Buffet, Centre artistique et littéraire de Rochechouart (Haute-Vienne).
- 1985 : Réfectoire des Jacobins de Toulouse.
- 1987 : Musée Odakyu de Tokyo.
- 1991 : Musée des beaux-arts Pouchkine de Moscou[59].
- 1991 : Musée de l'Ermitage de Saint-Pétersbourg[59],[60].
- 1991 : Musée Hyundai de Séoul.
- 1993 : Musée Courbet d'Ornans.
- 1994 : espace documenta-Halle à Cassel, rétrospective.
- 1995 : Musée Odakyu de Tokyo.
- 1996 : Musée des beaux-arts de Kaohsiung (Taïwan).
- 1997 : Galerie Christian Dazy, Dijon.

### Bibliographie

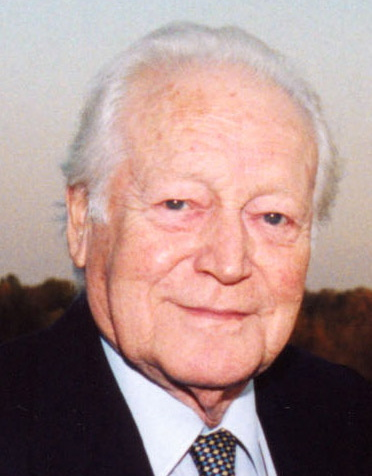
Maurice Druon

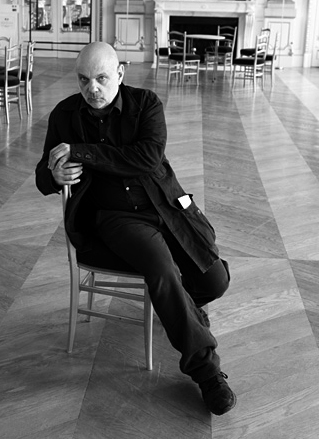
Alin Avila

### Expositions posthumes
- 2001 : Galerie Estades, Lyon.
- 2003 : Galerie Estades, Toulon.
- 2003 : Musée Paul-Valéry, Sète.
- 2004 : Galerie Estades, Lyon.
- 2005 : Galerie Estades, Toulon.
- 2005 : Château de Val, Lanobre.
- 2006 : Bernard Buffet - Een omstreden œuvre, Musée d'Art de La Haye.
- 2007 : Galerie Estades, Toulon.
- 2007 : Galerie Estades, Lyon.
- 2007 : Bernard Buffet et la Bretagne, Musée départemental breton, Quimper[61].
- 2008 : Museum für Moderne Kunst, Francfort-sur-le-Main.
- 2008 : Galerie Estades, Lyon.
- 2009 : Galerie Estades, Toulon.
- 2009 : Centre de la Vieille Charité, Marseille[62],[63],[64],[65].
- 2010 : Galerie Pascale Froessel, Strasbourg[66].
- 2012 : Musée d'Art moderne de la ville de Paris[67],[Note 4].
- 2012 : « Bernard Buffet, le graveur 1928-1999 »,
musée Yves Brayer, Les Baux-de-Provence[Note 5].
- 2013 : Bernard Buffet - Les sept péchés capitaux, Galerie Praz-Delavallade, Paris.
- 2013 : Galerie Estades, Lyon.
- 2014 : Galerie Estades, Paris , Place des Vosges.
- 2014-2015 : Centre culturel Heydar-Aliyev, Bakou.
- 2014-2015 : Bernard Buffet post 1958 : une symphonie de couleur en plus, Musée du Touquet-Paris-Plage - Édouard Champion, Le Touquet-Paris-Plage.
- 2015 : Galerie Estades, Toulon.
- 2015 : Une symphonie de couleur en plus,
musée du Touquet-Paris-Plage[68].
- 2015 : The theory of line : Bernard Buffet, Opera Gallery, Hong Kong[69].
- 2016 : Galerie Estades, Lyon[70].
- 2016 : Galerie Estades Paris, Place des Vosges.
- 2016-2017 : Bernard Buffet - Rétrospective
musée d'Art moderne de la ville de Paris[71],[Note 6],[72],[73],[74],[75],[76].
- 2016-2017 : Bernard Buffet, intimement, Musée de Montmartre, Paris[77],[78].
- 2017 : Galerie Estades, Lyon.
- 2017 : Galerie Estades, Paris, Place des Vosges.
- 2018 : Galerie Estades, Toulon[79].
- 2018 : « Bernard Buffet : la collection Pierre Bergé »,
musée Estrine, Saint-Rémy-de-Provence[80],[Note 7],[81].
- 2019 : Galerie Estades, Paris , Place des Vosges.
- 2019 : Bernard Buffet - Huiles sur toile, lithographies, gravures à la pointe sèche, Château de Vascœuil[40].
- 2019 : Bernard Buffet - Rétrospective, Hangaram Art Museum, Séoul[40].
- 2019-2020 : Bernard Buffet - Peintures et lithographies, Galerie Christiane Vallé, Clermont-Ferrand.
- 2020 : Galerie Estades, Lyon.
- 2023 : Bernard Buffet - Lithographies et gravures, Galerie Winston, Dinard[82].
- 2023 : Bernard Buffet, existentialist and popular artist, Kunstmuseum, Bâle[83].
- 2024 : Bernard Buffet, médiéval et pop, Musée d'art moderne de Fontevraud.

## Réception critique et témoignages
- « Ce peintre de la verticalité est un solitaire avec qui il est difficile d'établir les ponts de l'échange. » - Georges Hourdin, 1958[84]
- « Ne vous y fiez pas. Une nature morte de Buffet n'est morte que d'un œil et prête à mordre. Les ustensiles des Arts ménagers deviennent, entre ses mains de mine bourreau pâle vêtu de rouge, des instruments de torture aptes à faire parler, coûte que coûte. » - Jean Cocteau, 1959[85]
- « Le peintre tragique de la condition humaine… » - Maurice Druon de l'Académie française, 1964[86]
- « Buffet représente un misérabilisme très différent de celui de Francis Gruber. Il vise au constat, à l'état brut, que l'artiste établit toutefois à l'aide d'un graphisme d'une qualité indéniable, et dont le style est inlassablement repris. Il apparaît au début comme un témoin de cet absurde mis en avant par les théories de Jean-Paul Sartre, quand il situe ses personnages dans un espace nu, mais clos, sans implication particulière, et restitué par une articulation de grands plans très simples. Les moyens sont également simplifiés à l'extrême : un dessin qui donne des motifs une synthèse élémentaire, anguleuse, et qui limite par ses contours épais une couleur sourde, sinon pauvre, à base de gris et de terres. Mais en des grands thèmes traités, l'indifférence de Buffet à l'égard du "sujet" l'a finalement éloigné de tout misérabilisme d'intention. » - René Huyghe de l'Académie française et Jean Rudel, 1970[87]
- « Il a des œuvres différentes, d'autres difficiles, sans pour autant se livrer à la moindre recherche et il a réalisé des chefs-d'œuvre. J'ai déclaré il y a quelque temps et je le répète : "Nous aurons vécu au siècle de Bernard Buffet"… Buffet est un peintre-né. Seul un peintre, un vrai peintre, peut se jouer avec une virtuosité qui tient du prodige de ces accords parfaits de gris et de blancs que soulignent des traits noirs, des hachures ou des traits. Derain, entre autres, le considérait comme un grand peintre… En 1950, lors d'une exposition annuelle de Bernard Buffet, je l'aperçus tournant lentement autour de la salle et allant d'une toile à l'autre sans que son visage exprime la moindre réaction. Flatté de cette visite inattendue et curieux de connaître ce que pensait le grand homme d'un jeune dont on parlait déjà beaucoup, je m'approchai de lui : "Oserais-je vous demander ce que vous pensez de Bernard Buffet ?" Alors Derain tourna vers moi son visage au masque romain et me déclara : "Ce garçon fait à vingt ans ce que je voudrais faire à mon âge."" » - Emmanuel David, 1978[4].
- « La douleur concentrée dans ces visages me griffait le cœur, j'étais bouleversée. Pourquoi ce solitaire, ce pudique, s'est-il décidé à hurler son angoisse ? Révolte ou besoin d'être aimé ? » - Annabel Buffet, 1982[88]
- « Malgré tout le panache avec lequel ils (les toreros) se pavanent sous l'implacable soleil de l'arène et le faisceau lumineux des projecteurs du chapiteau, on peut lire entre les lignes de leurs rides et dans les cernes de leurs yeux un trac qui confine à la tristesse. On y devine quelque pénible tractation avec le mauvais sort. » - Yann Le Pichon, 1986[89]
- « Les critiques, même les plus inconditionnels de Bernard Buffet, s'accordent à privilégier sa période "misérabiliste", qu'ils situent entre 1947 et 1950, ses moyens plastiques, malgré les changements de thèmes, ne s'étant ensuite pas renouvelés. À l'inverse, les critiques les moins favorables à ce type de peinture ne seraient pas justifiés de nier la force de certains de ces thèmes, chaque fois qu'il y a accord entre les préoccupations profondes du peintre et le propos traité. La série des Nus d'hommes exprimait, avec une sordide horreur, la solitude et l'angoisse, la série des Nus de femmes était plus désespérante encore : dans les bornes d'un confort de chambre d'hôtel à tapisserie rayée s'offraient sur des lits de fer grinçants des odalisques au rabais, dont le regard demeurait aveugle à leur propre bestialité parée. » - Jacques Busse, 1999[59]
- « Les écorchés pourraient être dus à ses angoisses et à sa perpétuelle curiosité du cerveau humain. » - Annabel Buffet, 2004[90]
- « Ce trait anguleux, inquisiteur, affronte l'explosion organique lorsque Bernard Buffet passe d'une peinture économe et intériorisée à une matérialité prise d'assaut, grattée dans les épaisseurs qui accrochent la lumière, assaillie de graffitis, de maculatures, de hachures qui disent l'urgence nouvelle du geste, comme sa rage. » - Lydia Harambourg, 2013[91]

## Conservation

### Australie
- Musée national du Victoria, Melbourne[92] :
  - Owl, huile sur toile, 60 × 100 cm, 1950.
  - Nature morte à la cheminée, huile sur toile, 114 × 146 cm, 1952.
  - Poisson dans une assiette, lithographie, 38 × 56 cm, 1953.

### Canada
- Musée des beaux-arts du Canada, Ottawa :
  - La Cour de l'école, pointe sèche 56 × 76 cm.
- Musée national des beaux-arts du Québec, Québec :
  - La Voix humaine, 23 gravures à la pointe sèche et au burin[93].
- Musée des beaux-arts de l'Ontario, Toronto.

### États-Unis
- Art Institute of Chicago[94] :
  - Esquisse pour la Passion, dessin 46x76cm, 1954.
  - Le phare, pointe sèche 56x76Ccm.
- Musée d'art biblique (en), Dallas.
- Museum of Modern Art, New York :
  - Nature morte au poisson, huile sur toile 41,6x85,1cm, 1949[95].
  - Chardons, lithographie, 1952[96].
- National Gallery of Art, Washington[97] :
  - Paysage monégasque, pointe sèche 38x50cm, 1953.
  - Départ des bateaux de pêche, pointe sèche 56x76cm, 1962.
  - Toréador, pointe sèche 76x56cm, 1967.
  - Saint-Germain-des-Prés, pointe sèche 25,7x20cm, 1970.
- Smithsonian American Art Museum, Washington :
  - New York, lithographie, atelier Fernand Mourlot, 1967[98].

### France
- Institut culturel Bernard Magrez, Bordeaux[99].
- Musée d'art Roger Quilliot, Clermont-Ferrand.
- Musée Ochier, Cluny (Saône-et-Loire) :
  - Portrait du peintre clunysois Prud'hon[59].
- Musée d'art moderne de l'abbaye royale de Fontevraud :
  - Vue de Manhattan, huile sur toile, 1958[100].
- Palais des Beaux-Arts de Lille.
- Musée Cantini, Marseille :
  - Le coq mort, huile sur toile, 1947.
- Mucem - Musée des Civilisations de l'Europe et de la Méditerranée, Marseille :
  - L'Enfer de Dante - Damnés pris dans les glaces, huile sur toile, 1976[101].
- Musée Courbet, Ornans[102].
- Département des estampes et de la photographie de la Bibliothèque nationale de France :
  - Les deux poissons, pointe sèche, 1979[39].
- Musée d'Art moderne de la ville de Paris[103] :
  - Nature morte au poisson, huile sur toile 54x65cm, 1948.
  - Le peintre et son modèle, huile sur toile 211x117cm, 1948.
  - Le buveur, huile sur toile 100x65cm, 1948[104].
  - La ravaudeuse de filets, huile sur toile 200x308cm, 1948[104].
  - Nu debout, huile sur toile 112x94n5cm, 1949.
  - Trois nus, huile sur toile 191x225cm, 1949.
  - Nature morte au revolver, huile sur toile 60x81cm.
  - Portrait du docteur Maurice Girardin, huile sur toile 55x48cm, 1949.
  - Autoportrait, huile sur toile 92x65cm, 1949.
  - Femme nue sur un canapé, huile sur toile 46x65cm, 1949.
  - Nature morte aux raisins, huile sur toile 54x65cm, 1949.
  - Nature morte à la corbeille, huile sur toile 38x55cm, 1949.
  - Le bœuf écorché, huile sur toile 195x130cm, 1950.
  - Les oiseaux, le rapace, huile sur toile 240x335cm, 1959.
  - Annabel à la natte, huile sur toile 130x81cm, 1960[104].
  - Château de la Vallée, eau-forte 56x76cm, vers 1963.
  - Les plages, le parasol, huile sur toile 200x524cm, 1967.
  - Les folles, femmes au salon, huile sur toile 200x300cm, 1970.
  - Beaumont, l'église, eau-forte 56x76cm, 1977.
  - La Ponche, eau-forte 56x76cm, 1978.
  - Île Saint-Louis, lithographie 55x73cm.
  - La Mort 5, huile sur toile 195x114cm, 1999.
- Musée national d'art moderne, Paris[105] :
  - Pietà, huile sur toile 172x255cm, 1946.
  - Nature morte au fromage et au broc, huile sur toile 60x92cm, 1949.
  - Le réchaud à alcool, encre de Chine et aquarelle 50x65cm, 1949.
  - Intérieur, huile sur toile 196x270cm, 1950.
  - Deux têtes de moutons et vin sur une table, huile sur toile 89x130cm, 1952.
  - Autoportrait sur fond blanc, huile sur toile 130x97cm, 1955.
  - Portrait de Jean Cocteau, huile sur toile 123x79cm, 1955.
- Musée départemental breton, Quimper :
  - La Bretonne, 1950 (dépôt du Musée d'art Roger Quilliot de Clermont-Ferrand)[61].
  - Saint-Cast - Souvenirs d'enfance, suite de 23 pointes sèches 50,5x66cm pour un poème de Charles Baudelaire, 1962[106].
- Musée Estrine, Saint-Rémy-de-Provence.
- Musée d'Art moderne de Troyes: 
  - Femme triste dans un atelier, huile sur toile, 1948.
  - L'atelier, huile sur toile, 162 x 130 cm 1956.
- LaM, parc urbain de Villeneuve-d'Ascq :
  - La lapidation, huile sur toile 202x96cm, 1948[107].
  - Nu couché, huile sur toile 95x213cm, 1949[108].

### Japon
- Musée Bernard-Buffet, inauguré le 25 novembre 1973, fondé par Kiichiro Okano (1917-1995), à Higashino, commune de Nagaizumi, préfecture de Shizuoka. En 1988, l’extension du musée est inaugurée.

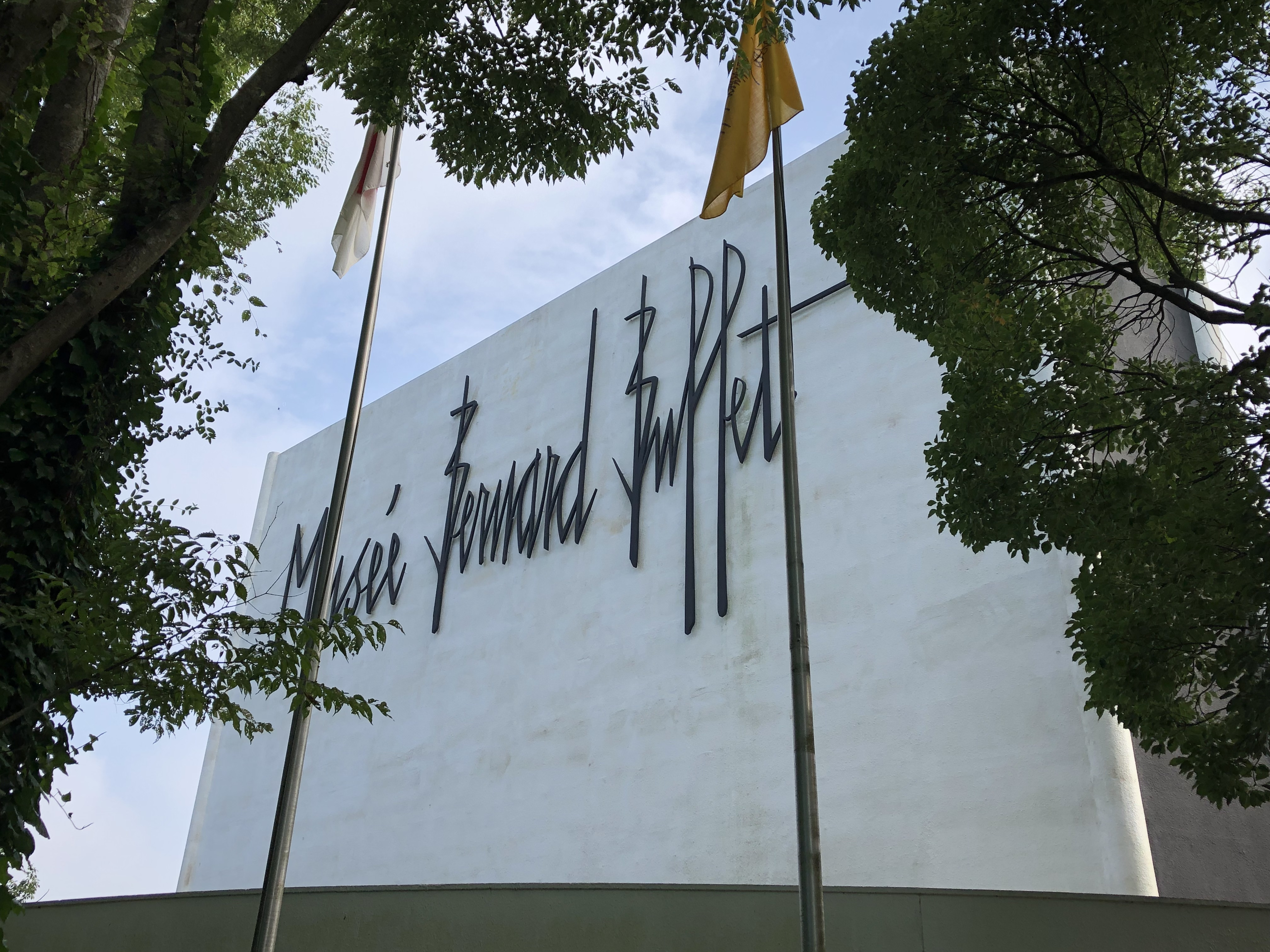
Musée Bernard-Buffet.
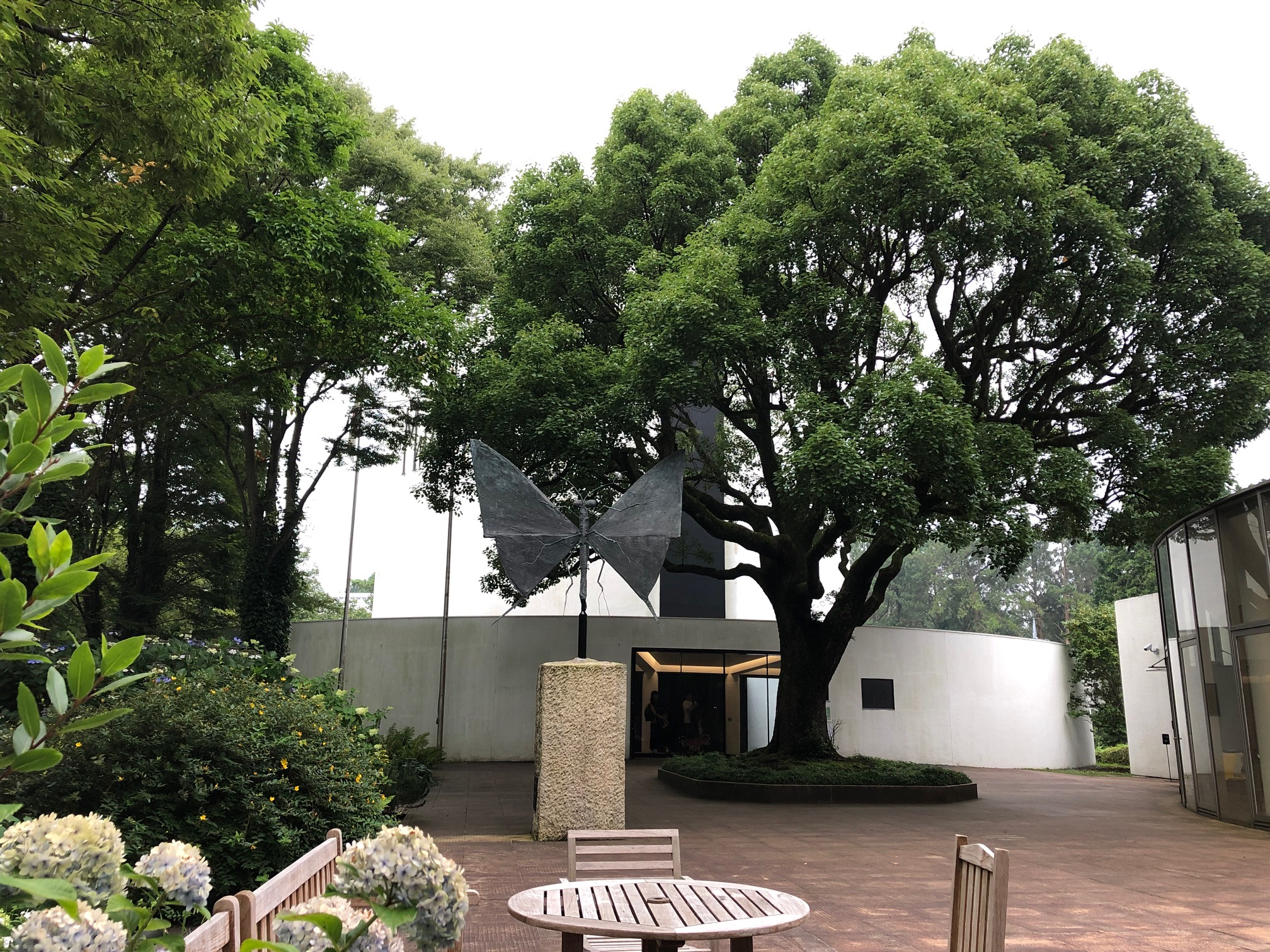
Entrée du musée.
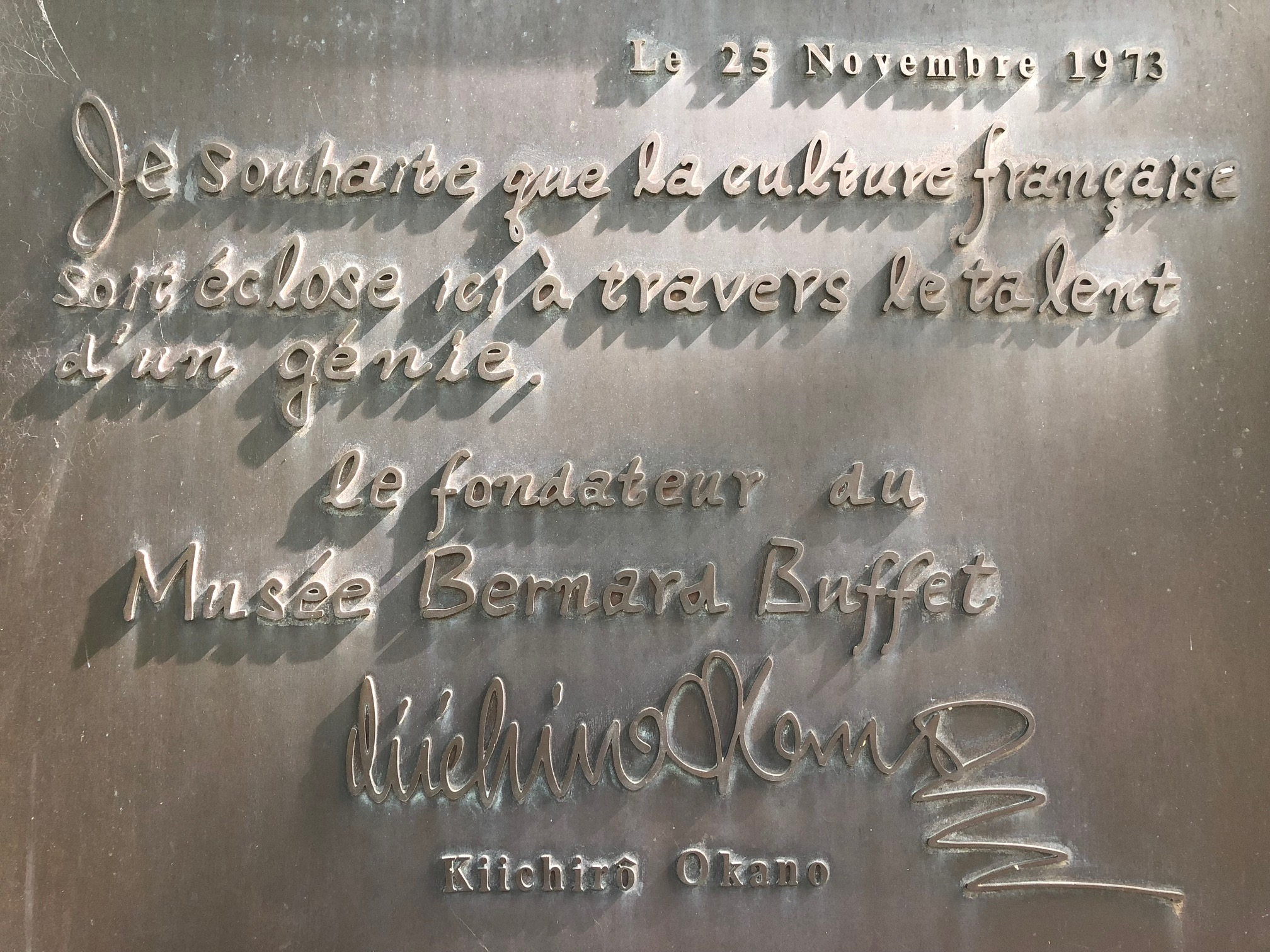
Plaque apposée sur le musée.

Les cendres du peintre ont été dispersées dans le jardin de ce musée.
- Musée d'Art de Hiroshima :
  - La Maison rouge, huile sur toile, 89 × 116 cm, 961[109].
- Musée national de l'Art occidental, Tokyo.

### Royaume-Uni
- Tate Modern, Londres[110] :
  - Autoportrait, huile sur toile, 146 × 114 cm, 1954.

### Russie
- Musée de l'Ermitage, Saint-Pétersbourg[102].

### Suisse
- Musée d'Art et d'Histoire de Genève.

### Vatican
- Musées du Vatican, Rome :
  - Scènes de la vie du Christ exécutées pour la chapelle du château d'Arc, 1961[34].

## Collections privées
- Maurice Girardin[4].
- Christine Poirot-Delpech[111].

## Œuvres diverses

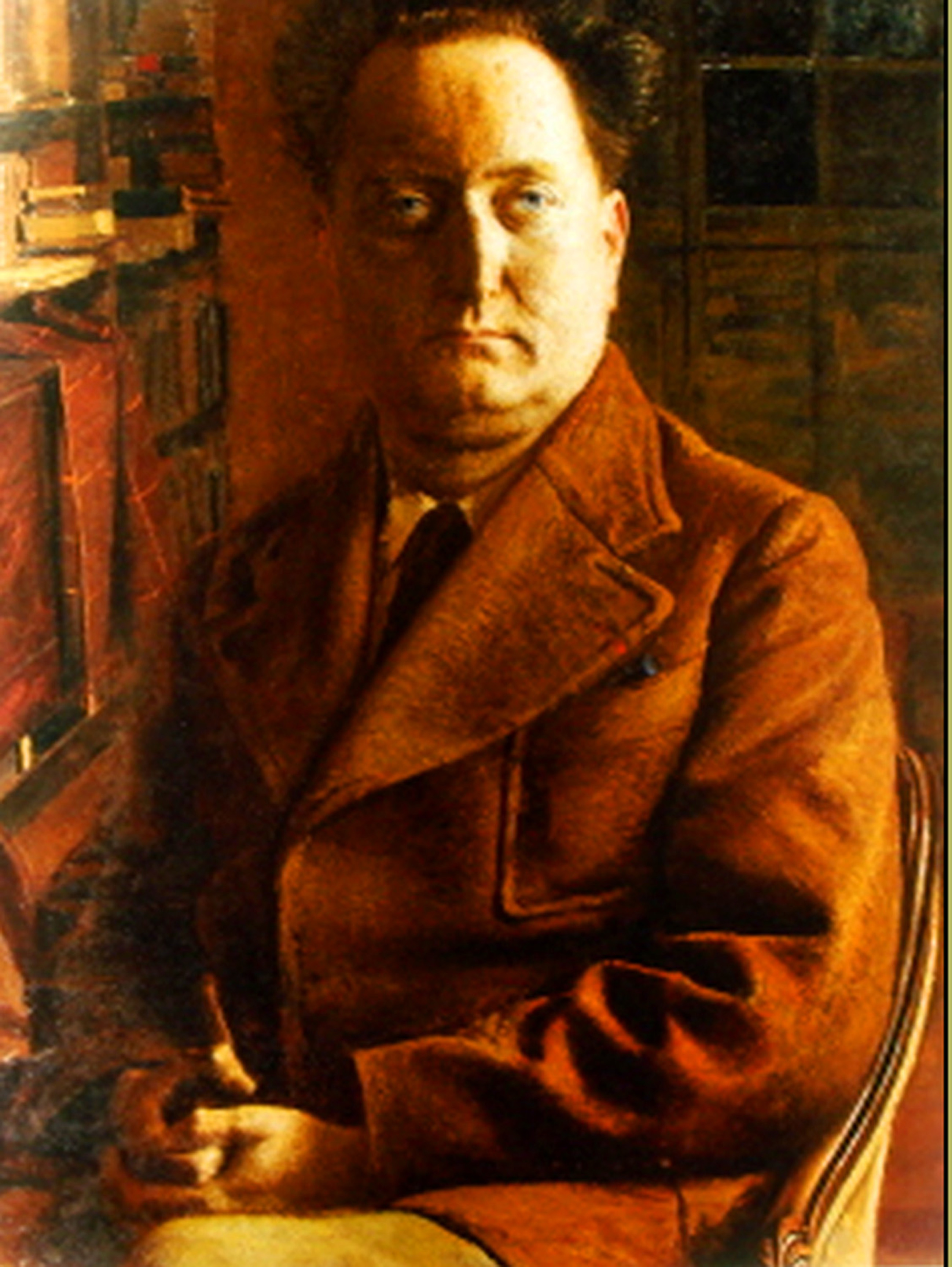
Jean Giono

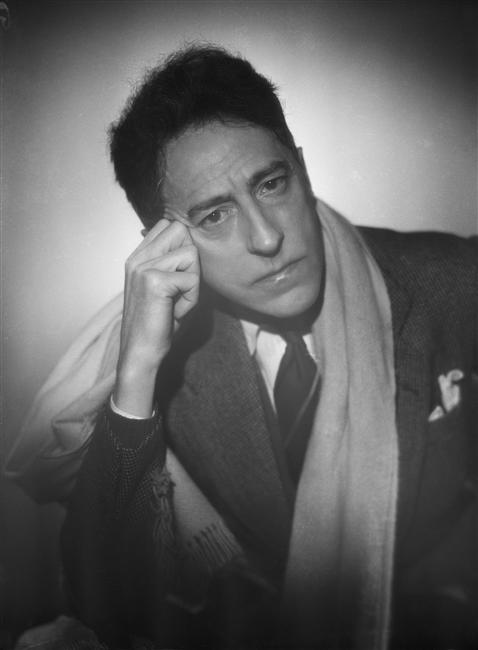
Jean Cocteau

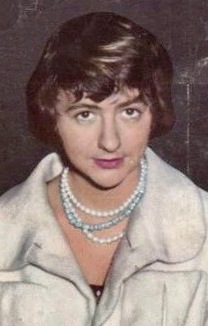
Françoise Sagan

### Contributions bibliophiliques
- Lautréamont, Les Chants de Maldoror, 125 pointes sèches de Bernard Buffet en 2 volumes 37,6x28,4cm, 147 exemplaires (dont 125 numérotés et 22 réservés aux collaborateurs), Les Dix, Paris, 1952.
- Jean Giono, Recherche de la pureté, 20 pointes sèches 38x25,5cm de Bernard Buffet, 160 exemplaires dont 140 numérotés et 20 nominatifs, Creuzevault éditeur, Paris, 1953.
- Les Quatre Évangiles (extraits), La Passion du Christ, 21 pointes sèches 48,5x29,7cm de Bernard Buffet, 140 exemplaires numérotés, Creuzevault éditeur, Paris, 1954.
- Jean Cocteau, La Voix humaine, 22 pointes sèches de Bernard Buffet en étui 46,3x25cm, 150 exemplaires numérotés, signés de l'auteur et de l'artiste au colophon, édité pour le compte du groupe Parenthèses, 1957[112], réédition en 2000 exemplaires numérotés par les éditions des Saints-Pères, 2017[113].
- Cyrano de Bergerac, Les Voyages fantastiques aux états et empires de la lune et du soleil, 18 pointes sèches de Bernard Buffet sous étui 41,5x33,5cm, 291 exemplaires numérotés, Joseph Foret éditeur, Paris, 1958.
- Charles Baudelaire, Saint-Cast - Souvenirs d'enfance, poème, 23 pointes sèches 50,5x66cm de Bernard Buffet (7 planches de textes et 16 planches d'illustrations), 100 exemplaires numérotés, éditions Lacourière et Frélaut, Paris, 1962[106].
- Toxique, de Françoise Sagan, 1964.
- Louise de Vilmorin, L'Herbier, 16 courts poèmes accompagnés de 16 lithographies de Bernard Buffet, 230 exemplaires numérotés, signés au colophon par l'auteure et par l'artiste, Mazo, Paris, 1966.
- Mon Cirque, 1968.
- Paul Verlaine, Arthur Rimbaud et Baudelaire, Jeux de dames, poèmes en album de 10 lithographies 76x56cm de Bernard Buffet, 250 exemplaires numérotés, atelier Mourlot / André Sauret, Les Éditions du Livre, Paris, 1970.
- Mémoires de Zeus, de Maurice Druon de l'Académie française, 9 lithographies de Bernard Buffet, éditions André Sauret, 1973[112].
- Dante, L'Enfer, 11 pointes sèches de Bernard Buffet sous étui 78,5x60cm, 120 exemplaires numérotés et signés au colophon, éditions Maurice Garnier, 1976.
- Victor Hugo, La Révolution Française, album sous portefeuille 77,5x57cm, 10 lithographies, chacune numérotée et signée : 1) La République ; 2) Mirabeau ; 3) Valmy ; 4) LeTambour ; 5) Danton ; 6) La mort de Marat ; 7) Fouquier-Tinville 8) Les tricoteuses ; 9) Robespierre ; 10) La guillotine ; 180 exemplaires numérotés dont 150 signés au colophon, éditions Maurice Garnier, 1977.
- Saint-Tropez, d'Annabel Buffet, 1979.
- Le Voyage au Japon, d'Annabel Buffet, 1981.
- Miguel de Cervantes, Don Quichotte, suite de 10 lithographies 76x56cm, 235 exemplaires numérotés dont 45 en portfolio, atelier Mourlot / éditions Maurice Garnier, Paris, 1989.

### Sculptures

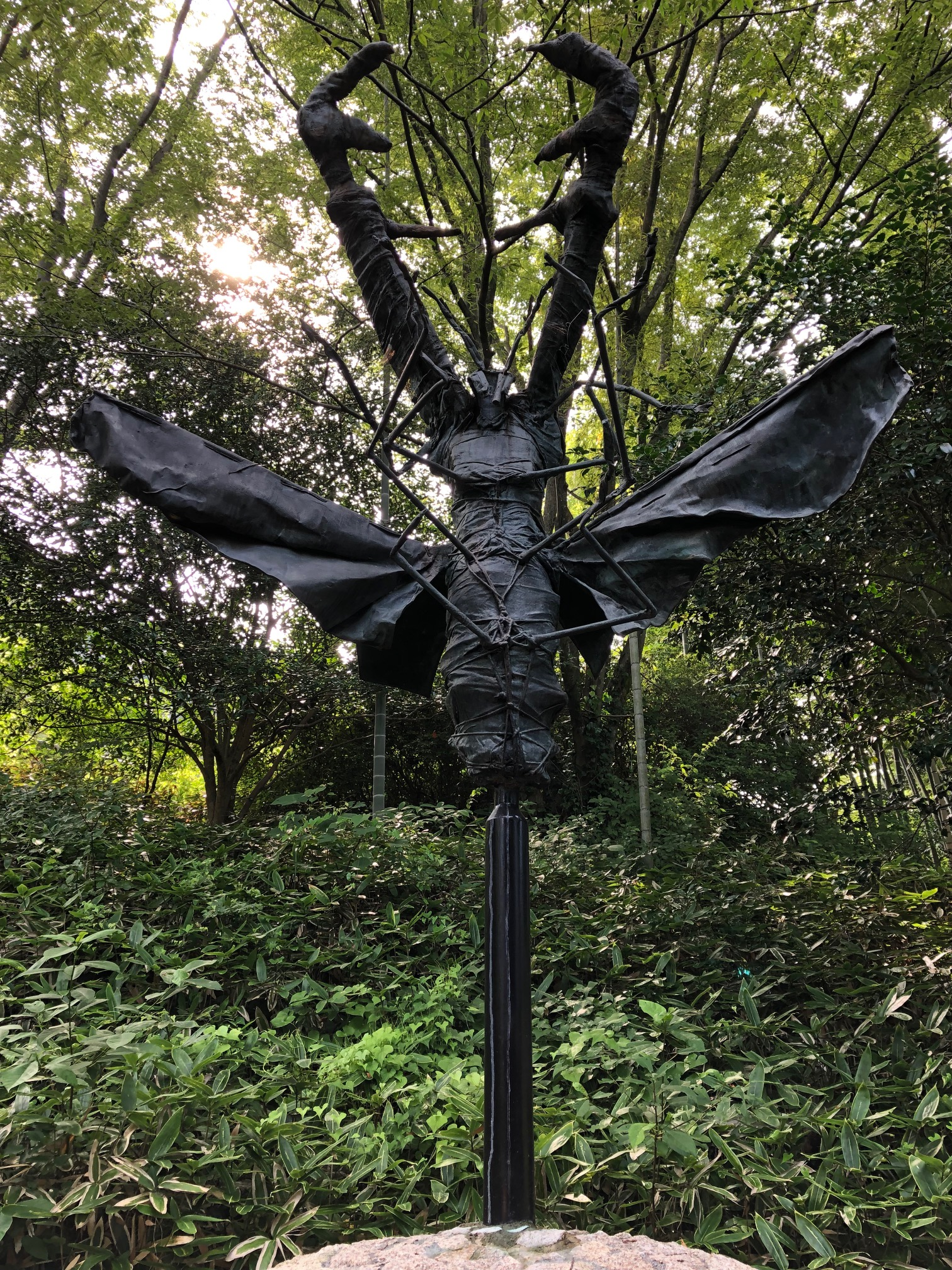
Sculpture dans les jardins du musée Bernard Buffet (Japon).

- Bernard Buffet a réalisé quatre sculptures en bronze de plus de trois mètres d'envergure. Deux d'entre elles représentent un scarabée, les deux autres un papillon. Deux sculptures sont exposées dans le parc du musée Bernard-Buffet de Surugadaira (Japon), les deux autres, initialement dans le square Bernard et Annabel Buffet de Tourtour (Var), ont été installées sur la place de l'hôtel de ville, en témoignage de leur présence dans ce village de 1986 à 1999[Note 8].

### Décors
- Concours des Jeunes Compagnies, 1948
- La Chambre, de Georges Simenon pour les Ballets de Roland Petit, 1955.
- Le Rendez-Vous manqué, de Françoise Sagan, 1958[112].
- Patron, de Marcel Aymé, 1959[112].
- Carmen, de Georges Bizet pour l'Opéra de Marseille, 1962.
- Le Grand Cirque d'Aram Khatchatourian et Istar de Vincent d'Indy, chorégraphie par Serge Lifar, Opéra de Paris, 1967.
- La Valse, de Maurice Ravel pour l'Opéra-Comique, 1970.

### Timbres-poste
- En 1978, un timbre de trois francs, l'Institut et le Pont des Arts, a été émis par l'Administration des Postes d'après une maquette dessinée par Bemard Buffet.
- En 1986, timbre yougoslave de 100 dinars à l'effigie du tableau Femme avec un chapeau rose (1967) par Bernard Buffet.
- En 1991, un timbre de 25,70 francs, Piste de la Terre Adélie, a été émis par l’administration des Terres australes et antarctiques françaises (TAAF) d'après une maquette dessinée par Bernard Buffet.

## Hommages
- dans le 17e arrondissement de Paris, depuis octobre 2013, une rue porte son nom, de même qu'à Domont (Val-d'Oise) (depuis 2014), Lorleau (Eure), Saint-Vrain (Essonne), Saint-Avé (Morbihan), L'Isle-d'Abeau (Isère), Thuré (Vienne), Craon (Mayenne)… Il existe également des « allées Bernard Buffet » dans diverses villes françaises telles Saint-Maximin-la-Sainte-Baume (Var) ou Bourg-de-Péage (Drôme).
- Bernard Buffet est évoqué dans le 220e des 480 souvenirs cités par Georges Perec, dans son texte Je me souviens.

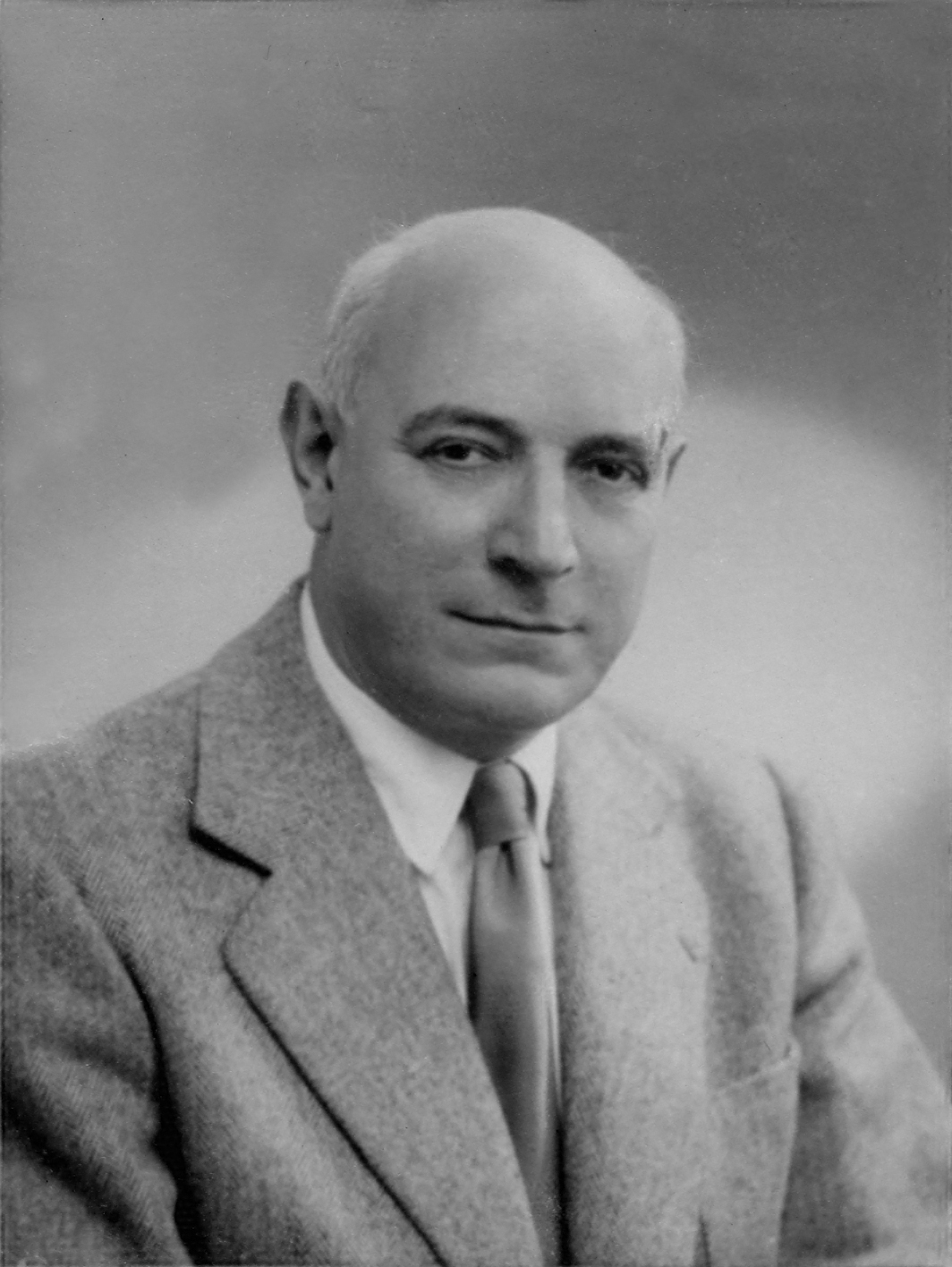
Fernand Mourlot